# لا روسا، تریچیولا
لا روسا (به ایتالیایی: La Rosa) یک منطقهٔ مسکونی در ایتالیا است که در تریچولا واقع شده‌است. لا روسا ۳۹۵ نفر جمعیت دارد و ۵۴ متر بالاتر از سطح دریا واقع شده‌است.